# アオカビ

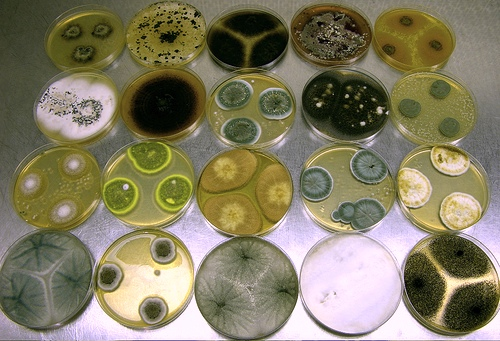
アオカビやコウジカビを含む様々な無菌培養された菌類

アオカビ（Penicillium）はアオカビ属（ペニシリウム属）に属するカビの総称で、普遍的に見られる不完全菌の一つである。300種類以上が知られており、地球上に広く分布している。
コロニーは、青色、緑色、紫色、虹色、灰白色、黄色、白色など様々である。顕微鏡で観察すると、筆状体（ひつじょうたい、penicillus）と呼ばれる筆のような形の構造が見られ、その先端に胞子がついているのが判る。これがこのカビの学名の由来になっている。世界で初めての抗生物質であるペニシリンが、この種のカビから発見されたことは有名である。また、ゴルゴンゾーラ、ロックフォールなどの代表的なチーズの製造に用いられるカビもアオカビの仲間である。
常に空中に胞子が飛散しているので、パンや餅などには、真っ先に生えてくる。胞子は発芽すると基質中に菌糸をのばし、コロニーを形成する。

## 分類
カビの系統分類は有性生殖を行うときの世代（完全世代）を基準に行われるが、中には完全世代の状態が見つかっていない（あるいは元から有性生殖を行わないという可能性もある）ものが存在する。これらは不完全菌という（やや便宜的な）分類群として扱われ、その無性生殖世代（不完全世代）の形態的特徴からさらにいくつかに分類されている。不完全菌のうち筆状体を作るものがPenicillium属に分類される。このため、ひとたびPenicillium属として記載された菌であっても完全世代が発見されると、それに見合った分類群に振り分けられ、新たに学名がつけなおされる。
完全世代が確認されたPenicillium属のほとんどは、閉子嚢殻という小さな球形の子実体を形成するが、中にはきのことして扱われる大型の子実体を形成するものもある。これらは子嚢菌のユーロチウム目に分類されているが、Eupenicillium属、Hamigera属、Penicilliopsis属、Talaromyces属、Trichocoma属と幾つもの属にまたがっている。「きのこ」を作るものにはPenicilliopsis属のカキノミタケやTrichocoma属のマユハキタケが知られる。
有性生殖が知られていないものについても、リボソームRNAの相同性から子嚢菌の系統に属することが確認されているものが多い。

## 形態

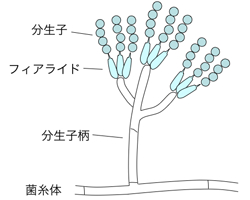
アオカビの構造

アオカビなど、不完全菌の胞子は分生子と呼ばれる。アオカビの分生子柄は、基質の表面に短く立ち、先端で幾つかの短い枝に分かれる。それぞれの枝の先にフィアライドと呼ばれる分生子形成細胞が数個並ぶ。フィアライドは紡錘形で、その先端から分生子を出芽するように形成する。分生子が完成すると、分生子とフィアライドの間は切り放され、前の分生子を押し出すようにして新しい分生子が出芽し、次第に分生子の数珠が作られる。
分生子柄の枝は、互いに小さな角度を作り、寄り添うように伸び、それぞれの先端のフィアライドも枝の先端方向を向くので、それぞれのフィアライドの先端の分生子の数珠も同じ方向へ伸び、全体としては筆や箒、松明のような形になる。分生子はどんどん作られ、数珠は長く伸び、やがて崩れるので、コロニー中心部では菌糸体は崩れた胞子の下に埋まってしまう。
フィアライドから分生子の数珠を作る点では、アオカビはコウジカビとよく似ており、完全世代でも類縁関係が確認されている。ちなみに、コウジカビや、その他の不完全菌にも青っぽい胞子を作るものがあるので、色だけで判断するのは無理である。

## 類似のカビ
肉眼的にはコウジカビが似ている。それ以外のものは、食品などに発生することが多くない。形態的に似ているのはPaecilomycesである。アオカビに似た分生子柄の分枝を持ち、先端のフィアライドから胞子の数珠を出すのも同じであるが、胞子は無色で、コロニーは白く見える。また、Gliocladiumも同じような分生子柄を持つが、これは胞子を鎖ではなく粘液球の形でつける。

## 人との関係

### チーズ生産
アオカビのうちある種のものはチーズの製造に用いられる。特にアオカビを内部に植えつけたものはブルーチーズと呼ばれ、ゴルゴンゾーラ（Penicillium. galaucumを使用）やロックフォール(P.roquefortiを使用)がその代表として知られる。なおカマンベールチーズやブリーチーズなどは、いわゆる「白カビ」を表面に生やすが、これらも生物学的にはPenicillium属に属するカビである。これらのチーズ製造過程で、アオカビはチーズを発酵・熟成させるとともに、独特の風味・香りをチーズに与える。

### ペニシリンの発見
医学的にアオカビは、ペニシリンの発見につながったことから重要視されている。ペニシリンはアレクサンダー・フレミングが1928年に発見した世界初の抗生物質である。一説には、他の細菌を培養するための培地にたまたまアオカビ（当時のP. notatum、現在はP. chrysogenum）が混入した際、そのアオカビのコロニー周辺に細菌が生育しない領域（阻止円）ができることを見つけたことがその発見につながったと言われる。アオカビにとってペニシリンは、他の生物（特に細菌）との生存競争を有利に進めるために産生するアロモンであると考えられている。その全合成方法が開発されるまでの間、ペニシリンを製造するためアオカビの大量培養が行われた。ペニシリン以外の抗生物質を産生する菌として、グリセオフルビンを産生するP. griseofluvumが見つかっている。

### 病原性
ほとんどのアオカビは、健康なヒトには感染せず非病原性である。ただしアオカビの仲間のうち、二形性（菌糸型と酵母様細胞の両方の形態をとる性質）を示すものは比較的毒性が強く、後天性免疫不全症候群(AIDS)患者に日和見感染を起こす例(P. marneffeiによる)が報告されている。また、爪、耳、肺、尿路においてペニシリウム症と呼ばれる感染症を起こすことがある。また、アレルギー性の肺炎である過敏性肺炎を発症させることがある。
アオカビの大部分はカビ毒（マイコトキシン）を産生しないため、これらが直接に重篤な食中毒の原因になることはほとんどない。ただしアオカビが生えた食品では、他の有害なカビの増殖も進んでいると考えるべきである。

## 植物病
アオカビによる植物の病気は「青かび病」という名が付いたものが多い。身近で重要なものでは、P. expansumによるミカン青かび病がある。同じくP. expansumによるものには、リンゴ青かび病、サツマイモ青かび病などがある。また、トウモロコシやニンニクも青かび病に感染する。
イネの病変米にもアオカビによるものが多数あり、病原菌としてP. cyclopium, P. islandicum, P. commune, P. citro-viride, P. rugulosum, P. citrinum, P. italicumなどが報告されている。黄変米は、これらの菌が収穫後の米の運送・貯蔵時に感染したために生じたものである。